# Trappeaceae
Trappeaceae is een familie van schimmels uit de orde Hysterangiales. Het typegeslacht is Trappea.

## Geslachten
De volgende twee geslachten behoren tot de familie:
- Phallobata
- Trappea